# Primera División 2024 (Cile)
La Primera División de Chile 2024, conosciuta anche con il nome di Campeonato Itaú 2024 per ragioni di sponsor, è stata la 94ª edizione della massima serie calcistica del Cile. Il campionato è iniziato il 16 febbraio 2024 e si è concluso il 10 novembre 2024.
L'Huachipato era la squadra campione in carica, avendo vinto il suo terzo campionato nella stagione 2023. Il campionato è stato vinto dal Colo-Colo, per la trentaquattresima volta nella sua storia.

## Stagione

### Novità
Al termine della scorsa stagione sono state retrocesse in Primera B Curicó Unido e Magallanes, ultime due classificate del campionato. Al loro posto sono state promosse Cobreloa, prima classificata della Primera B e al ritorno in massima serie dopo otto anni, e Dep. Iquique, vincitore dei play-off promozione dopo tre stagioni di serie cadetta.

### Formula
Le 16 squadre partecipanti giocano un girone all'italiana con gare di andata e ritorno, per un totale di 30 giornate. Al termine del campionato la prima classifica è campione del Cile e si qualifica per la Coppa Libertadores 2025 insieme con seconda e terza classificata, mentre le quattro squadre dal quarto al settimo posto ottengono la qualificazione per la Coppa Sudamericana 2025. Le ultime due classificate sono invece retrocesse in Primera B.

## Squadre partecipanti
| Club                 | Città             | Stagione precedente     |
| -------------------- | ----------------- | ----------------------- |
| Audax Italiano       | Santiago del Cile | 13° in Primera División |
| Cobreloa             | Calama            | 1° in Primera B         |
| Cobresal             | El Salvador       | 2° in Primera División  |
| Colo-Colo            | Santiago del Cile | 3° in Primera División  |
| Coquimbo Unido       | Coquimbo          | 5° in Primera División  |
| Dep. Copiapó         | Copiapó           | 14° in Primera División |
| Dep. Iquique         | Iquique           | 2° in Primera B         |
| Everton              | Viña del Mar      | 6° in Primera División  |
| Huachipato           | Talcahuano        | Campione del Cile       |
| Ñublense             | Chillán           | 12° in Primera División |
| O'Higgins            | Rancagua          | 11° in Primera División |
| Palestino            | Santiago del Cile | 4° in Primera División  |
| Unión Española       | Santiago del Cile | 10° in Primera División |
| Unión La Calera      | La Calera         | 8° in Primera División  |
| Universidad Católica | Santiago del Cile | 7° in Primera División  |
| Universidad de Chile | Santiago del Cile | 9° in Primera División  |

## Classifica finale
|                 | Pos. | Squadra              | Pt | G  | V  | N | P  | GF | GS | DR  |
| --------------- | ---- | -------------------- | -- | -- | -- | - | -- | -- | -- | --- |
| Cile (bandiera) | 1.   | Colo-Colo            | 67 | 30 | 21 | 4 | 5  | 49 | 21 | +28 |
|                 | 2.   | Universidad de Chile | 65 | 30 | 19 | 8 | 3  | 53 | 24 | +29 |
|                 | 3.   | Dep. Iquique         | 48 | 30 | 14 | 6 | 10 | 53 | 48 | +5  |
|                 | 4.   | Palestino            | 46 | 30 | 13 | 7 | 10 | 46 | 33 | +13 |
|                 | 5.   | Universidad Católica | 46 | 30 | 13 | 7 | 10 | 53 | 45 | +8  |
|                 | 6.   | Unión Española       | 45 | 30 | 13 | 6 | 11 | 53 | 45 | +8  |
|                 | 7.   | Everton              | 45 | 30 | 12 | 9 | 9  | 47 | 41 | +6  |
|                 | 8.   | Coquimbo Unido       | 45 | 30 | 12 | 9 | 9  | 37 | 34 | +3  |
|                 | 9.   | Ñublense             | 40 | 30 | 11 | 7 | 12 | 40 | 34 | +6  |
|                 | 10.  | Audax Italiano       | 34 | 30 | 10 | 4 | 16 | 36 | 39 | -3  |
|                 | 11.  | Unión La Calera      | 34 | 30 | 9  | 7 | 14 | 29 | 40 | -11 |
|                 | 12.  | Huachipato           | 34 | 30 | 9  | 7 | 14 | 28 | 44 | -16 |
|                 | 13.  | Cobresal             | 33 | 30 | 8  | 9 | 13 | 42 | 51 | -9  |
|                 | 14.  | O'Higgins            | 31 | 30 | 8  | 7 | 15 | 34 | 53 | -19 |
|                 | 15.  | Cobreloa             | 31 | 30 | 9  | 4 | 17 | 33 | 62 | -29 |
|                 | 16.  | Dep. Copiapó         | 24 | 30 | 7  | 3 | 20 | 40 | 61 | -21 |

Legenda:
      Campione di Cile e ammessa alla Coppa Libertadores 2025.
      Ammessa alla Coppa Libertadores 2025.
      Ammesse alla Coppa Sudamericana 2025.
      Retrocesse in Primera B 2025.
Regolamento:
Tre punti per la vittoria, uno per il pareggio, zero per la sconfitta.
Note: